# Feuerwache Ströbitz

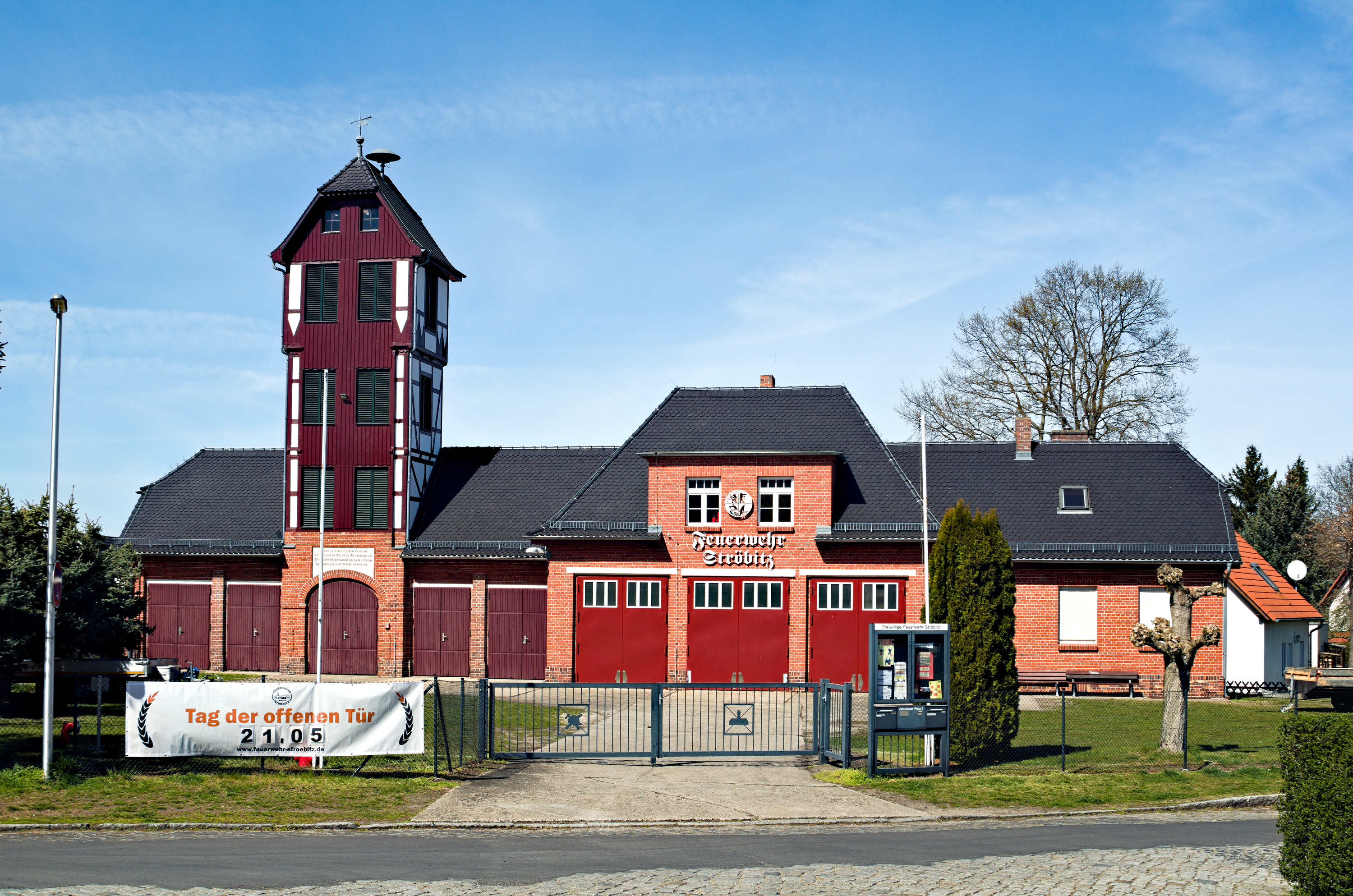
Die Ströbitzer Feuerwache (2020). Der fünftorige Westteil ist das ursprüngliche Feuerwehrhaus, der Anbau kam später hinzu.

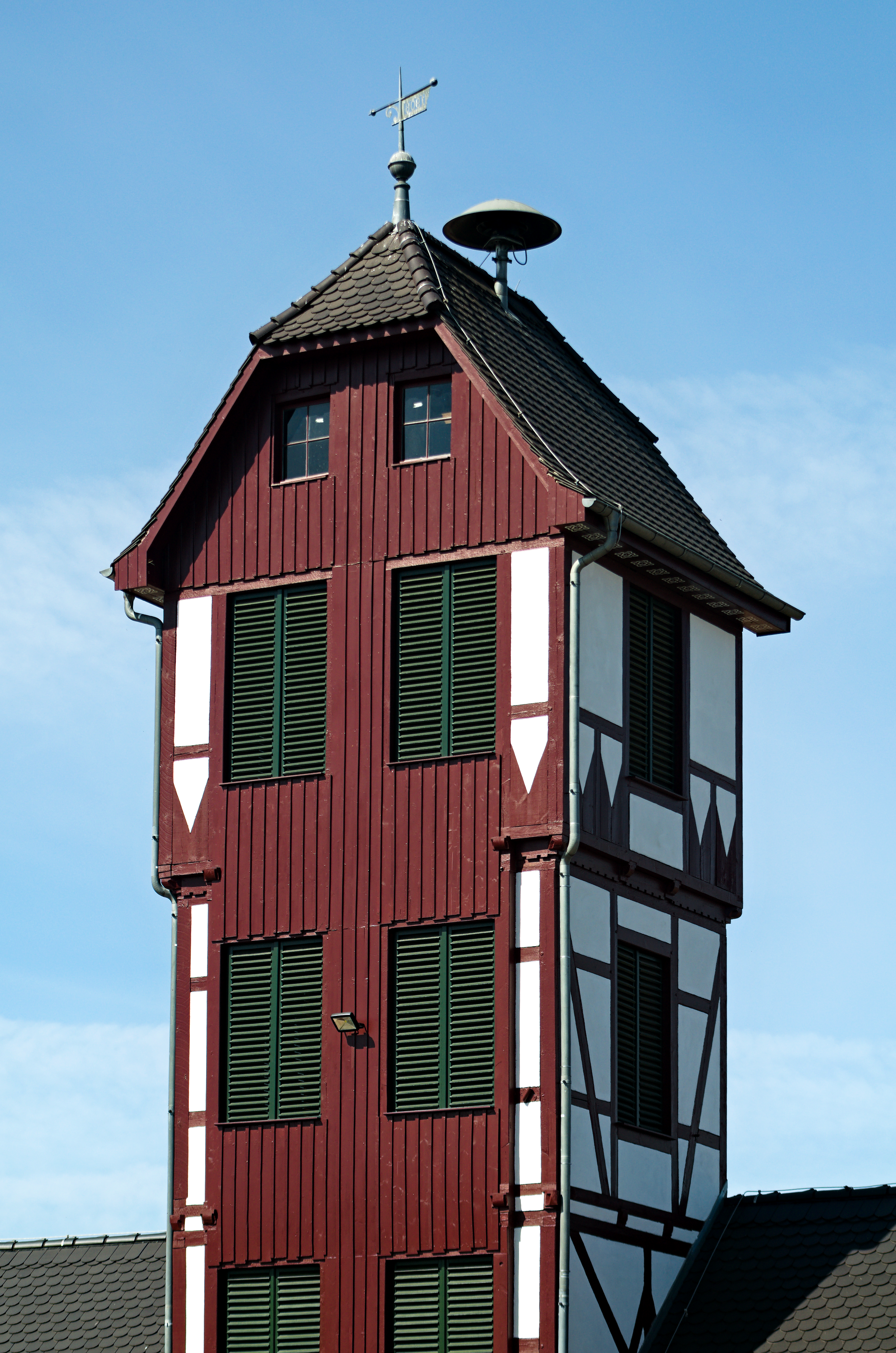
Der Steigerturm (2020)

Die Feuerwache Ströbitz ist das Feuerwehrhaus der Freiwilligen Feuerwehr des Cottbuser Stadtteils Ströbitz. Sie befindet sich am Vetschauer Platz am westlichen Stadtrand von Cottbus. Die Feuerwache steht unter Denkmalschutz.

## Geschichte
Um das Jahr 1845 beschafften die Einwohner der damaligen Gemeinde Ströbitz erstmals eine Feuerlöschspritze. 1865 entstand neben der Dorfschule ein Spritzenhaus. Nach einem Großbrand in der Gaststätte „Alte Welt“ im Jahr 1906 wurde der Beschluss zur Gründung einer Freiwilligen Feuerwehr und der Errichtung eines Feuerwehrhauses gefasst. Am 5. Januar 1907 erfolgte die offizielle Gründung der Freiwilligen Feuerwehr Ströbitz. Später erfolgte der Bau eines fünftorigen Feuerwehrhauses als Klinkerbau mit einem vieretagigen Steigerturm, das am 16. November 1913 eingeweiht wurde.
Im Jahr 1931 erfolgte der Anbau einer weiteren Fahrzeug- und Gerätehalle sowie einer Wohnung für den Gerätewart. Am 1. Juli 1950 wurde Ströbitz im Rahmen einer Gemeindegebietsreform nach Cottbus eingemeindet, womit die Feuerwehr Ströbitz nun ein Löschzug der Freiwilligen Feuerwehr Cottbus wurde. 1957 erhielt die Feuerwehr Ströbitz ein LF 10 und im folgenden Jahr ein LF 16, das in den 1980er Jahren ersetzt wurde. Seit 1991 gibt es in Ströbitz eine Jugendfeuerwehr mit etwa 15 Mitgliedern (Stand 2016). Seit 1994 ist in Ströbitz ein LF 8/6 stationiert.
Das ursprüngliche Gebäude ist eingeschossig, hat ein Krüppelwalmdach und ist mit Klinkern verblendet. Auf dem verbretterten und mit Fachwerk verkleideten Steigerturm befindet sich eine Wetterfahne mit der Jahreszahl 1906 als Gründungsjahr der Feuerwehr. Über dem Portal ist die Inschrift „Bereit zu sein auf jeden Hilferuf. Ob Freund ob Feind in Not beschützen. Das ist des Wehrmanns eh-render Beruf. Freiwillig seinem Nächsten nutzen.“ angebracht. Der Anbau ist ein massiver Bau aus Ziegelmauerwerk mit Walmdach.